# Đường Hải Phòng, Hồng Kông

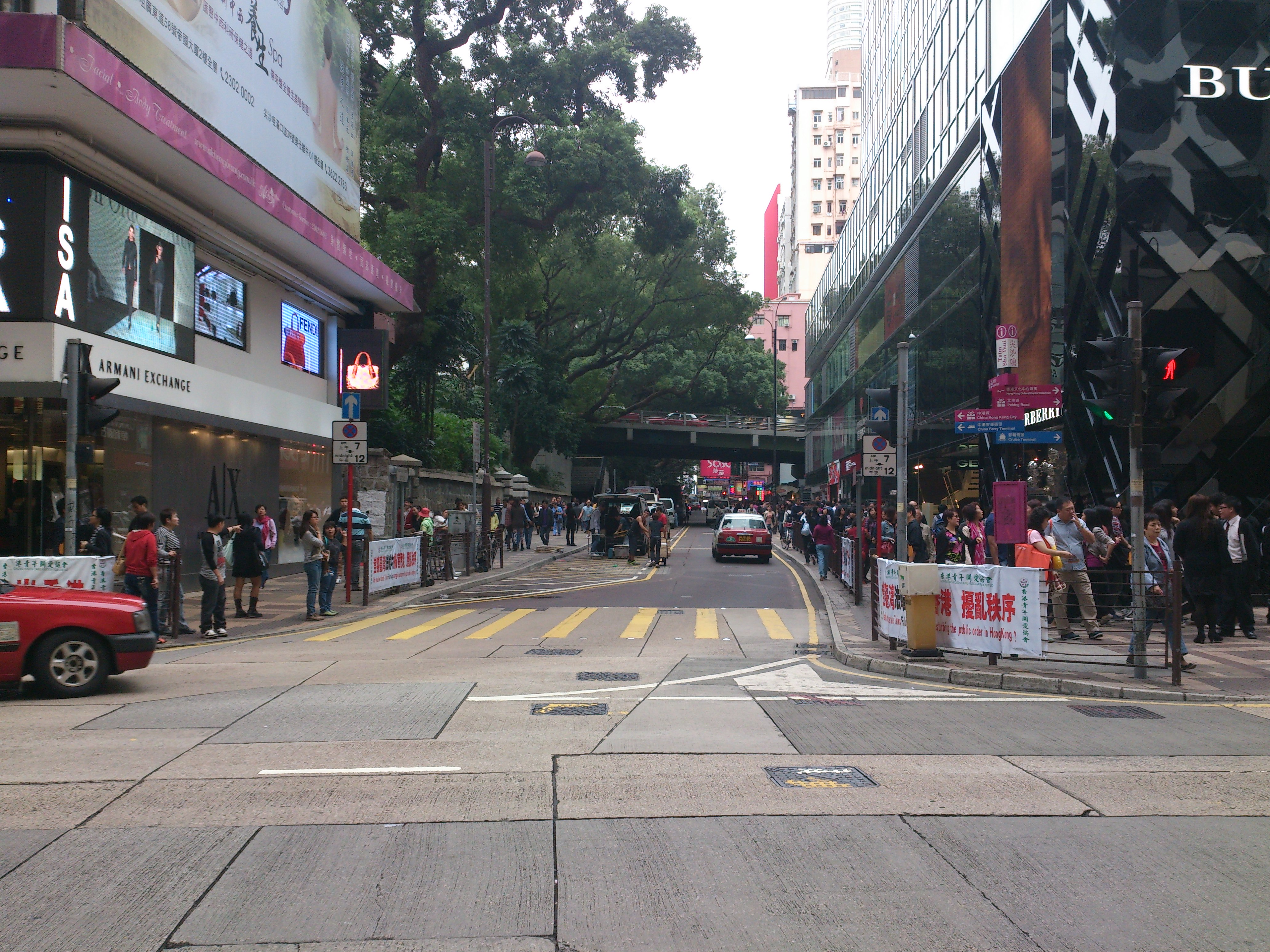
Đường Hải Phòng nhìn từ đường Quảng Đông

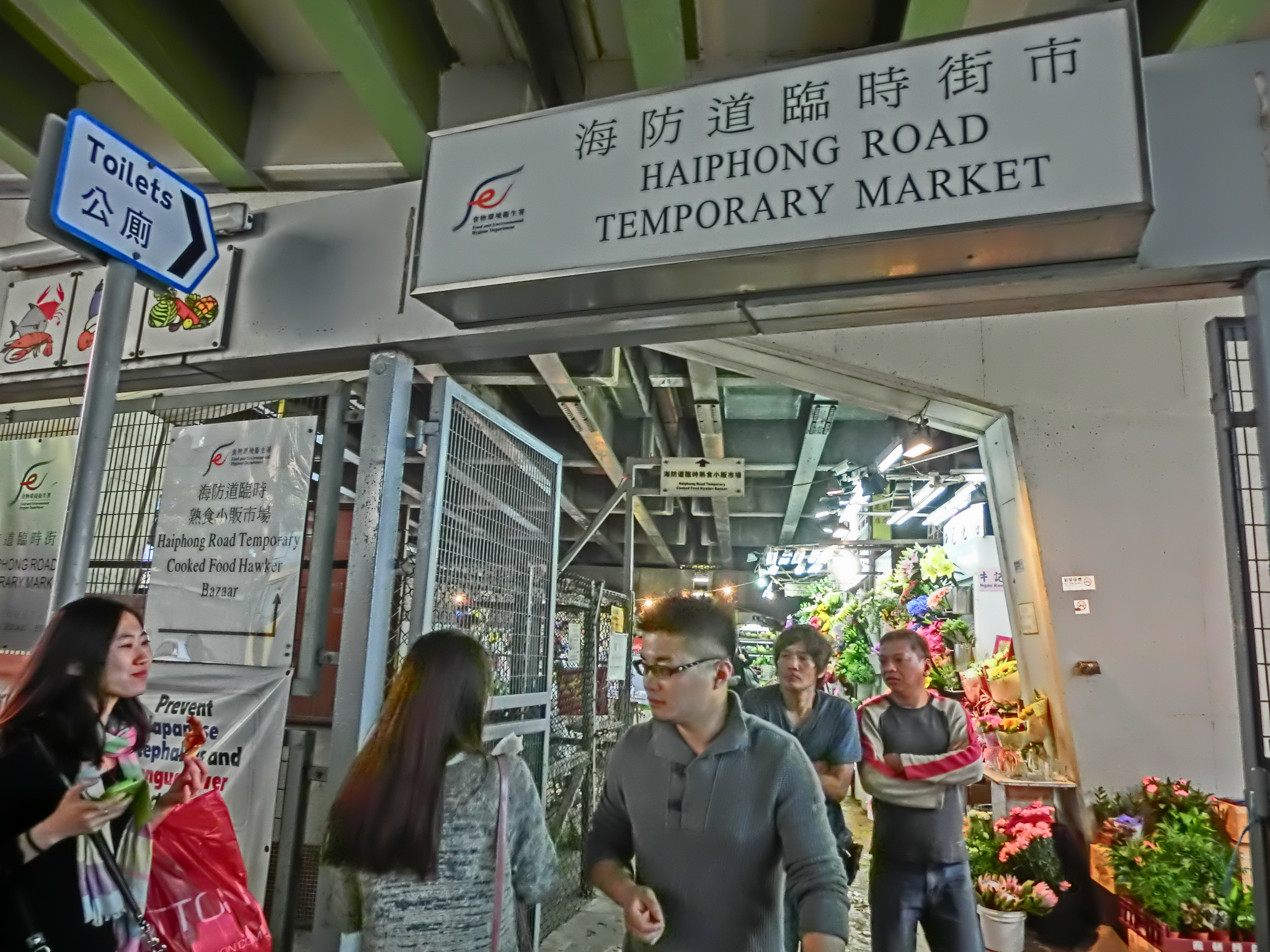
Chợ tạm đường Hải Phòng

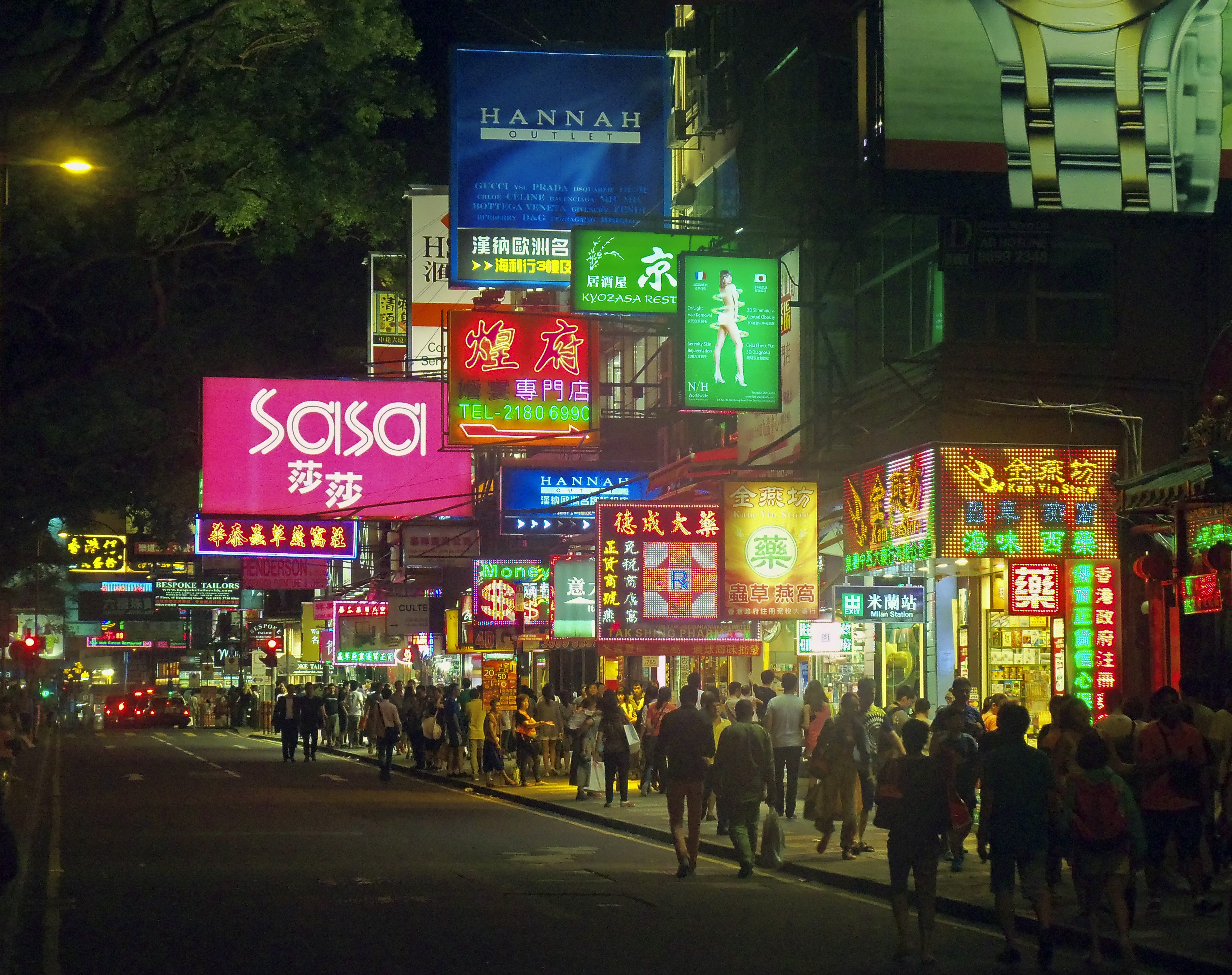
Đêm tại đường Hải Phòng

Đường Hải Phòng (tiếng Anh: Haiphong Road) là một con đường ở phía nam Công viên Cửu Long, Tiêm Sa Chủy, quận Du Tiêm Vượng, Hồng Kông. Đường Hải Phòng nối từ đường Quảng Đông đến đường Nathan.

## Lịch sử
Được xây dựng từ năm 1865, đường Hải Phòng cùng đường Nathan là hai con đường đầu tiên ở Tiêm Sa Chủy. Con đường ban đầu mang tên Elgin nhưng đến năm 1909 đã đổi thành Hải Phòng, được đặt tên theo thành phố cảng ở Việt Nam để tránh nhầm lẫn với Đường Elgin trên Đảo Hồng Kông. Trong lần đổi tên này nhiều con đường được đặt tên theo các thành phố có buôn bán với Hồng Kông, trong đó có hai con đường khác được đặt tên theo các địa danh Việt Nam là Hà Nội và Sài Gòn. Đây là một trong những đường duy nhất ở Hồng Kông không được đặt tên theo các địa danh ở Trung Quốc hay Anh quốc. Trong thập niên 1920, nhiều thương gia Ấn Độ, hầu hết từ tỉnh Sindh, bắt đầu mở nhiều tiệm trên đường, phục vụ hàng hóa Ấn Độ cho lính đang đóng quân tại Doanh trại Whitfield ở gần đó (nay là Công viên Cửu Long).
Trong thế kỷ đầu tiên sau khi xây dựng, con đường ít được sử dụng, và mãi đến thập niên 1960 nó mới trở nên sầm uất. Một số tòa nhà từ những ngày đầu vẫn còn tồn tại như đền thờ thổ địa và trại lính, nhưng số nhà còn lại được xây sau Thế chiến thứ hai.

## Đặc điểm
Đường Hải Phòng và đường Bắc Kinh là hai con đường đi bộ chính ở Tiêm Sa Chủy, với lượng người vào lúc cao điểm là 10.000 người mỗi giờ. Những địa điểm đáng chú ý trên con đường gồm có Đền Phúc Đức, một đền thờ thổ địa tồn tại hơn một thế kỷ từng được xem là "trung tâm thờ cúng của người dân Cửu Long", Trung tâm Hồi giáo Cửu Long, và Chợ tạm thời Đường Hải Phòng, được cho là chợ tạm thời lâu năm nhất tại Hồng Kông. Ở đường Hải Phòng không có dấu hiệu gì liên quan đến thành phố Hải Phòng của Việt Nam.
Năm 1978, chính quyền dự định phá hủy đền thờ Phúc Đức nhưng nhận nhiều ý kiến phản đối của người dân. Do đó, chính quyền dành riêng một khoảnh đất kế bên Chợ tạm thời để xây dựng một đền thờ mới.
Chợ tạm thời đường Hải Phòng được xây dựng năm 1978 để có chỗ cho những người bán hàng rong ở đường Quảng Đông trong lúc chưa có một ngôi chợ cố định. Cho đến nay vẫn chưa có chợ cố định cho nên chợ tạm thời vẫn còn tồn tại. Do khu vực này có nhiều người nhập cư từ tỉnh Sindh của thuộc địa Ấn Độ (ngày nay là Pakistan), ngôi chợ đặc điểm là có bán thịt được chế biến theo phương pháp hợp cho người theo Hồi giáo (halal) và các quán bán mì.